# Arcy-sur-Cure
Arcy-sur-Cure è un comune francese di 520 abitanti situato nel dipartimento della Yonne nella regione della Borgogna-Franca Contea.

## Società

### Evoluzione demografica
Abitanti censiti

## Le grotte
Famose sono le omonime grotte scavate dall'opera erosiva del fiume Cure e in parte visitabili. Le grotte presentano al loro interno più di 140 decorazioni pittoriche risalenti, secondo datazione al radiocarbonio, tra il 28000 and 33000 a.C..